# 德信學校

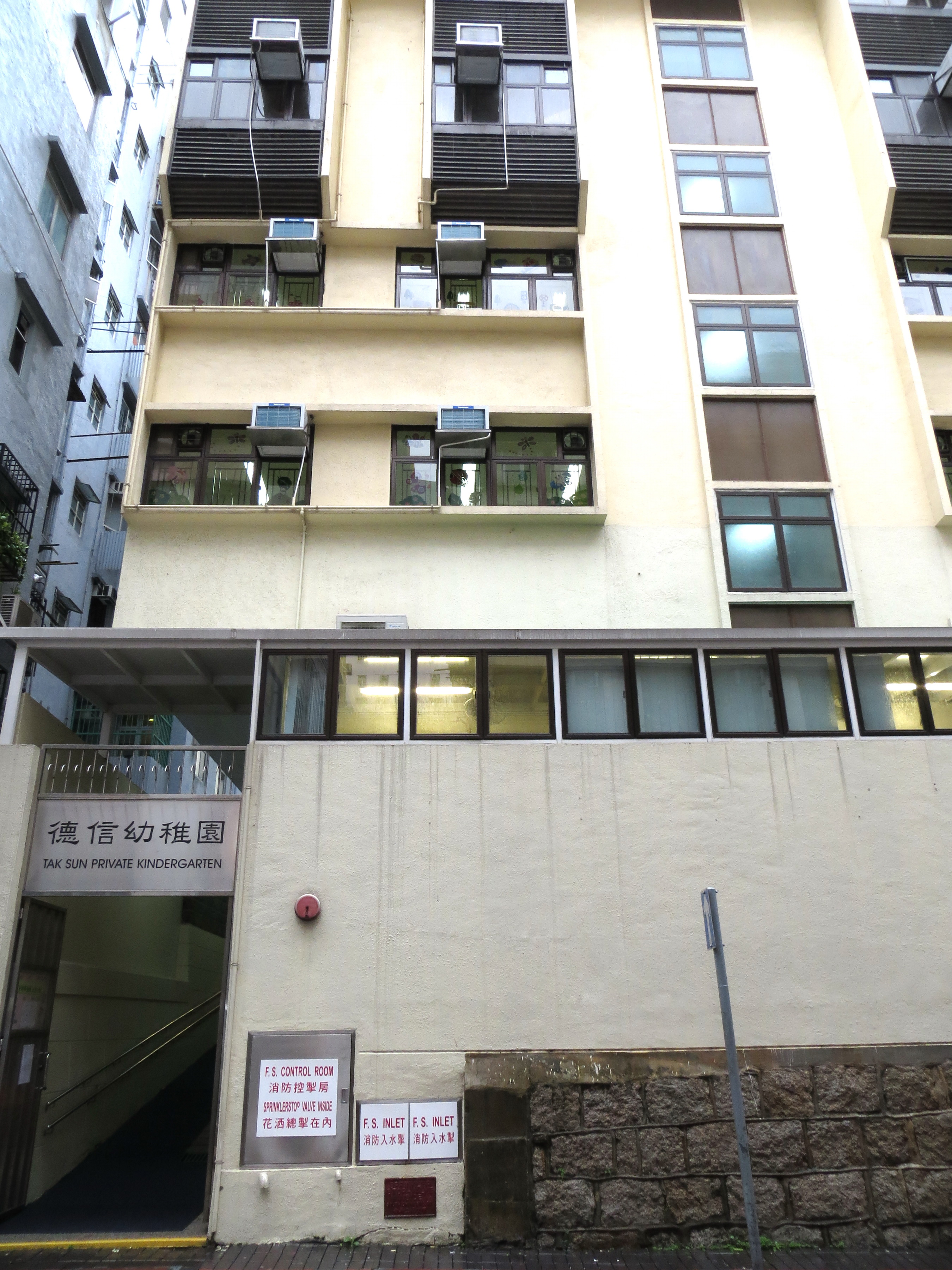
德信幼稚園，德成街的入口。

德信學校（英語：Tak Sun School）是一所香港著名的天主教全日制男子小學，位於油尖旺區柯士甸道103號，於1930年由聖母無原罪傳教女修會創辦，並於1993年將辦學權轉交予東亞教育促進會（主業會相關團體）辦理。德信學校自復校後曾命名為「德信中英文學校」（Tak Sun Anglo-Chinese School）。後來統一稱呼為「德信學校」。

## 辦學宗旨
給予學生以基督為中心及以福音為基礎的教育，學校培育學生健全人格為主要目標，建立學生積極的人生觀及世界觀，成為秉承基督精神的君子，擁有國際視野的全人。

## 校政管理

### 歷任校監
- 1930年至1941年：St.George 修女
- 1941年至1948年：Mary Philip 修女
- 1948年至1951年：Liguori 修女
- 1951年至1959年：Oile Malboeuf 修女
- 1959年至1962年：Therese Guenette 修女
- 1962年至1967年：Evelyn Martin 修女
- 1967年至1970年：Denyse Belanger 修女
- 1970年至1972年：Oile Malboeuf 修女
- 1972年至1977年：Clara Leblanc 修女
- 1977年至1982年：馬迪賢 修女
- 1982年3月至7月：Nicole Beaulieu 修女
- 1982年至1993年：康鳳蓮 修女
- 1993年至2014年：李斌生 神父[5]
- 2014年至2017年：陳永健 先生
- 2017年至今：何炳德 博士

### 歷任校長
全日制（早期）
- 1930年至1941年：St.George 修女
- 1941年至1948年：Mary Philip 修女

上午校
- 1948年至1951年：Liguori 修女
- 1951年至1959年：Oile Malboeuf 修女
- 1959年至1962年：Therese Guenette 修女
- 1962年至1967年：Evelyn Martin 修女
- 1968年至1978年：黃國輝 先生[5]
- 1978年至1980年：馬迪賢 修女
- 1980年至1983年：陳華真 女士
- 1983年至2003年：黃國輝 先生
- 2003年至2006年：梁銀碧 女士

下午校
- 1948年至1978年：陳麗潔 女士
- 1978年至1983年：黃國輝 先生
- 1983年至1990年：康鳳蓮 修女
- 1990年至2003年：梁銀碧 女士[5]
- 2003年至2005年：文志欽 先生
- 2005年至2006年：丁智偉 先生

全日制
- 2006年至2007年：梁錦蓮 女士
- 2007年至2013年：梁銀碧 女士
- 2013年至2021年6月15日：郭超群 先生
- 2021年至2022年：李美鶯 女士（署任）
- 2022年至今：李英超 先生

## 學校歷史

### 辦學團體
在信奉耶穌的教會，聖經中有格林多前書13章13節提到：信、望、愛（Faith, Hope, Love），加拿大聖母無原罪傳教女修會當初把三間學校分別命名為：德信、德望、德愛。
德信學校（小學暨幼稚園）是由該修會於1930年所創辦。其後修會在1950年代及1970年代分別創辦德望學校及德愛中學。而該修會於1993年將德信學校轉交予東亞教育促進會（主業會相關團體）管理。而東亞教育促進會於1997年創立德信書院（預科班），於2000年改稱德信中學，並遷入沙田馬鞍山的永久校舍。
聖母無原罪傳教女修會於1970年創辦的姐妹校德愛中學亦原定於大約2013年起交由東亞教育促進會接辦，但最終未有成事。

### 創校歷程
- 1930年，加拿大的聖母無原罪傳教女修會的修女創辦了德信學校[6]，最初校址在旺角砵蘭街，收了30多位男、女學生，是一所私立英文小學。同年12月，學生人數增加至400人，校址遂遷至深水埗大埔道，而舊址已經轉為特殊學校路德會救主學校。
- 1941年，香港遭日軍侵佔，加拿大修女被驅逐出境，德信學校被迫停辦。
- 1946年第二次世界大戰結束後，聖母無原罪傳教女修會重返香港辦學，購得尖沙嘴柯士甸道103號一座大樓來改建小學，亦即是現時校址。此大樓前身為九龍華仁書院校址。
- 1947年9月學校正式復課，並改為只收男生，而女生則轉讀尖沙咀嘉諾撒聖瑪利學校。
- 1953年11月30日時任港督葛量洪爵士夫人參觀此校。其後學生人數已增至790人，聖母無原罪傳教女修會決定拆去舊大樓，
- 1955年舊大樓拆去，改建成一座三層高校舍。由白英奇主教為新校舍主持奠基儀式，1956年啟用[7]。
- 1970年香港政府於推行免費教育，德信學校亦由私立小學，轉為政府資助小學。
- 1993年，聖母無原罪傳教女修會將辦學權轉交予東亞教育促進會[8]，東亞教育促進會於同年9月1日正式接管德信學校，由聖十字及主業監督團司鐸李斌生神父出任校監。
- 1994年德信學校聖家小堂竣工。
- 1997年在舊翼三至四樓創立德信書院（預科班），2000年改稱德信中學，並且遷入馬鞍山。
- 1998年學校加建一座四層的新翼大樓，於2000年落成，由陳日君主教主持祝聖儀式。
- 2008年正式轉為一所全日制小學[9]。

## 爭議事件
2021年6月，德信學校校長郭超群被停職。廉政公署隨後證實於6月12日拘捕一名政府資助小學校長（後證實為郭超群）及勤舍學習中心負責人，二人涉嫌貪污洩露校內考試試卷。
2023年4月，廉署正式起訴郭超群公職人員行為失當罪，指控其隱瞞在勤舍學習中心的財務利益。調查發現郭於2017年向母親借款42萬元成立該補習社，並在2019-2021年間多次提前洩露德信學校考試題目給補習社董事彭詠嫺。
2025年4月，區域法院裁定郭超群與彭詠嫺罪名成立。證據顯示：
- 郭未申報補習社財務利益
- WhatsApp記錄證實郭傳送11份試題給彭
- 兩人關係密切（共同旅遊、互有對方家門鑰匙等）
- 補習社教材與學校試題高度相似

法官批評郭超群違反校長職責，令教育界蒙羞。案件押後至7月10日判刑。

## 代表該校的歌曲
We do our task with joy in this our happy school,
With friends on every side, our duty is our rule,
May innocence forever illuminate our joy,
May friendship happy bond bind us forevermore.
We work and play in season gay,
We love our duty dear.
We have our part to play on earth,
Our part we play with cheer.
The Christ Child has taught us the way,
Like him, we work and play.
With joy, to please him, we obey,
Unseen he walks by our side.

## 著名/傑出校友

### 演藝界
- 李小龍：已故武打巨星[13]
- 林子祥：香港男藝人[14]
- 曾志偉：香港男藝人、無綫電視總經理
- 梁漢文：香港男藝人[15]
- 張衛健：香港男藝人（1976年）[16]
- 吳國敬：香港男藝人（1976年）[14]
- 雷有暉：香港男藝人（1978年上午校）[17]
- 雷有曜：香港男藝人
- 歐信希：香港男藝人[18]
- 呂頌賢：香港男藝人（1978年上午校）[註 1]
- 羅浩楷：前香港男藝人[註 2]
- 彭皓鋒：香港無綫電視甘草演員[註 3]
- 鄭子誠：香港電台唱片騎師、藝人（1974年）
- 黃良昇：香港男歌手
- 洪：香港男歌手（1995年）
- 蘇頌文：香港漫畫家及插畫師[19]
- 鮑比達：香港音樂製作人[20]

### 教育界
- 唐偉章：香港理工大學校長[14]
- 蔣濛：美國普渡大學校長、1996年香港中學會考十優生
- 翁以登：亞洲理工學院校長、前香港科技大學副校長[17]
- ：香港大學副校長
- 陸大章：香港浸會大學副校長[17]
- 錢乃駿：香港浸會大學商學院榮譽教授
- 丁新豹：香港中文大學歷史系客席教授、歷史學家[21]
- 王振邦：香港理工大學會計系教授[22]
- 李德誠：美國哈佛大學社會醫學系講師
- 何世孝：救世軍港澳軍區教育服務總監、救世軍石湖學校校監、香港浸信會聯會專業書院校長
- 黃國輝：德信學校前校長

### 政界
- 藍鴻震：前民政事務局局長、全國政協委員[23]
- 李紹麟：加拿大前緬尼托巴省省督
- 何啟明：勞工及福利局副局長、前立法會議員、前觀塘區議員
- 溫嘉旋，JP：全國人民代表大會香港地區代表[17]
- 黃錦超，MH：黃大仙區議會議員
- 陳國偉：深水埗區議員（石硤尾）
- 龔永德：全國政協委員；畢馬威會計師事務所(KPMG)中國區副主席
- 廖栢康：香港第六屆區議會議員

### 商界
- 錢乃驥：前美國銀行總裁
- 葉迪奇：前交通銀行副行長、星展銀行 (香港) 董事會成員[23]
- 蘇慶和：香港領展房地產投資信託基金首任行政總裁[14]
- 方振文：匯泉國際有限公司主席
- 吳漢華：兆萬集團主席
- 陳明誠：椰林閣飲食集團執行董事
- 嚴永昌：恭和堂創辦人
- 邢李源：前思捷環球「ESPRIT」主席兼行政總裁[23]
- 吳天海：有線電視主席[23]
- 尹承傑：寬頻報價王主席
- 鄔友正：七海化工 (海馬) 集團主席、「軒琴居」創辦人（1966年小六）
- 梁立勤：睿智會主席
- 鄭紀謙：港雋動力青年協會主席
- 余壽寧，MH：昌興（1917）有限公司行政總裁

### 醫學界
- 史泰祖：前醫學會主席、皮膚科專科醫生[23]
- 張復熾：廣華醫院行政總監、精神科專科醫生
- 莊義雄：新任博愛醫院和天水圍醫院行政總監、眼科專科醫生
- 王建安：醫院管理局進修學院校長
- 吳漢華：基督教聯合醫院急症科醫生
- 崔家倫：泌尿科專科醫生
- 黃宗顯：精神科專科醫生
- 蔡定國：精神科專科醫生
- 祁理治：腦神經科專科醫生
- 陳淇：牙科專科醫生

### 傳媒界/文化界
- 李卓謙：無綫電視新聞主播
- 曾志豪：香港傳媒人、香港電台前節目主持
- 陳冠中：香港文學作家，嶺南大學駐校作家（1964年）[24]
- 龔耀輝：財經專欄作家[25]
- 賀曾慶：香港《教聲》周報總編輯
- 吳毅豪：節目主持人、體育評述員[26]
- 范浩賢：節目主持人、藝人、《全民造星》二十強參賽者
- 王家偉：香港傳媒人、《明報》球評[27][28]

### 其他界別
- 陳彥達：前香港審計處處長
- 譚明德：前總產業主任
- 鍾維國：前香港會計師公會主席
- 侯焯文：特委裁判官
- 沈士文：大律師公會副主席
- 吳文堅：法律顧問、城市大學專業進修學院講師[29]
- 盧樂翹：法律顧問[30]
- 項乃強：美國華盛頓卅腦外科學會會長
- 李忠琛：前香港天文台助理台長[31]
- 李立信：香港天文台助理台長[32]

## 外部連結
- 德信學校 官方網站（页面存档备份，存于）
- 東亞教育基金會（页面存档备份，存于）